# Yang Liu
Dans ce nom chinois, le nom de famille, Yang, précède le nom personnel.
Pour les articles homonymes, voir Yang.
Yang Liu (chinois : 杨柳 ; pinyin : Yáng Liǔ) est une boxeuse chinoise née le 20 mai 1992. Elle est vice-championne olympique des poids welters en 2024.

## Carrière
Yang remporte la médaille d'argent des poids welters lors des championnats du monde féminins de boxe amateur 2019. Aux Jeux olympiques d'été de 2024, Yang Liu remporte la médaille d'argent des poids welters, battue en finale par l'Algérienne Imane Khelif.